# Bulbophyllum dolichoglottis
Bulbophyllum dolichoglottis är en orkidéart som beskrevs av Rudolf Schlechter. Bulbophyllum dolichoglottis ingår i släktet Bulbophyllum och familjen orkidéer. Inga underarter finns listade i Catalogue of Life.